# Bitcoin Magazine
Bitcoin Magazine est l'un des éditeurs originaux de magazines d'actualités et imprimés dédié au Bitcoin et plus généralement aux monnaies numériques et à leurs Blockchains. Il a été co-fondé par Vitalik Buterin, Mihai Alisie, Matthew N. Wright, Vladimir Marchenko et Vicente S. Il a commencé à publier en 2012 et est actuellement détenu et exploité par BTC Inc à Nashville, Tennessee.

## Histoire
Vitalik Buterin s'est intéressé au bitcoin en 2011, et a co-fondé le périodique Bitcoin Magazine avec Mihai Alisie, qui lui a proposé de le rejoindre,.
Alisie vivait en Roumanie à l'époque et Buterin écrivait pour un blog. Les écrits de Buterin ont attiré l'attention d'Alisie, et ils ont ensuite décidé de lancer le magazine. Buterin a pris le rôle de rédacteur en chef tout en poursuivant ses études universitaires.
En 2012, Bitcoin Magazine a commencé à publier une édition imprimée, depuis sa base en Corée du Sud et a été qualifié de première publication sérieuse dédiée aux crypto-monnaies. Buterin dit qu'il est passé de 10 à 20 heures par semaine consacrées à écrire pour la publication.
Début 2015, Bitcoin Magazine est vendu à son second et actuel propriétaire, BTC Inc..

### Magazine Bitcoin au Smithsonian
Une copie physique d'une édition 2014 de Bitcoin Magazine a été exposée au Smithsonian Museum dans le cadre de l'exposition Value of Money.

### Recentrage vers le Bitcoin
En décembre 2018, dans un article de blog de l'entreprise, le PDG David Bailey annonce que le Bitcoin Magazine « revient à ses racines pour se concentrer uniquement sur les histoires liées au Bitcoin »

### Bitcoin Magazine en Ukraine
En septembre 2021, Bitcoin Magazine a annoncé le lancement de son bureau d'Europe de l'Est, basé à Kiev où existe un comité pour la transformation numérique de l'Ukraine, au moment même où le parlement ukrainien adoptait un projet de loi « sur la monnaie virtuelle » permettant un marché ouvert aux crypto-monnaies et relatif aux contrôle par les agences de réglementation, aux amendes en cas de violation et à la protection des investisseurs. Le président ukrainien Volodymyr Zelensky a alors émis un véto sur le projet de loi, inquiet du financement d'une nouvelle agence de réglementation. Le projet, amendé a été votée le 17 févrie 2022 (270 voix pour) et la loi a été promulguée le 16 mars 2022, offrant aux acteurs du marché « une protection juridique et la possibilité de prendre des décisions sur la base de consultations ouvertes avec les agences gouvernementales », selon Mykhailo Fedorov (vice-Premier ministre de la transformation numérique) via « un mécanisme transparent pour investir dans une nouvelle classe d'actifs » ; la Commission nationale des valeurs mobilières et du marché boursier (NSSMC) jouera le rôle de régulateur principal. Irac Baramia, membre du NSSMC a répondu par un communiqué au président Zelensky : « Le NSSMC ne soutient pas le projet de loi 3637. Il s'agit du savoir-faire ukrainien sur la réglementation des crypto-monnaies et des crypto-monnaies par le ministère, qui n'en a aucune. expertise en matière de régulation directe. Le ministère des Finances pourrait devenir un élément de l'infrastructure des crypto-monnaies, mais pas un régulateur ». Selon le Bitcoin Magazine, le débat est tendu en raison « des quantités croissantes de bitcoins et d'autres crypto-monnaies qui affluaient pour soutenir les efforts militaires visant à lutter contre l'invasion de la Russie » après que le gouvernement ukrainien ait appelé aux dons sur les réseaux sociaux, et s'était retrouvé dans l'incapacité d'accepter le bitcoin ou d'autres crypto-monnaies.
Le 24 février 2022, Kiev est concernée par l'Offensive de Kiev, lors de l'Invasion de l'Ukraine par la Russie.

### Bitcoinmagazine et la NFL
En décembre 2021, le quart-arrière des Patriots de la Nouvelle-Angleterre, Mac Jones, s'est associé à Bitcoin Magazine pour offrir des abonnements Bitcoin et Bitcoin Magazine à sa ligne offensive.

## ConférencesBitcoin

### Bitcoin 2019
En juin 2019, Bitcoin Magazine a organisé une conférence Bitcoin 2019 au SVN West à San Francisco, en Californie.
Parmi les conférenciers à la conférence figuraient Edward Snowden, Cathie Wood, Max Keizer et Tim Draper.

### Bitcoin 2020
La conférence Bitcoin 2020 a été annulé en raison du contexte de pandémie de COVID-19.

### Bitcoin 2021
En juin 2021, Bitcoin Magazine a organisé la conférence Bitcoin 2021 au Mana Wynwood à Miami (Floride),, attirant environ 12 000 participants.
Parmi les orateurs de la conférence figuraient Jack Dorsey, Ron Paul, Kevin O'Leary, Cynthia Lummis, Tyler Winklevoss, Cameron Winklevoss, Francis X. Suarez, Warren Davidson, Floyd Mayweather Jr. et Tony Hawk .
Dans un discours préenregistré, le président salvadorien Nayib Bukele a annoncé son intention de faire adopter le Bitcoin comme l'une des monnaies légales dans son pays

### Bitcoin 2022
La conférence Bitcoin 2022 est annoncé pour le 6-9 avril 2022 au Miami Beach Convention Center à Miami Beach, en Floride avec comme orateurs notamment Nayib Bukele, Adam Back, Michael J. Saylor et Andrew Yang, Saifedean Ammous, Jack Mallers, Yeonmi Park, Cathie Wood, Senator Cynthia Lummis, Jordan Peterson, Peter Thiel, Anthony "Pomp" Pompliano et Eric Weinstein.